# Gymnanthes pallens
Gymnanthes pallens är en törelväxtart som först beskrevs av August Heinrich Rudolf Grisebach, och fick sitt nu gällande namn av Johannes Müller Argoviensis. Gymnanthes pallens ingår i släktet Gymnanthes och familjen törelväxter. Inga underarter finns listade i Catalogue of Life.